# 森巣博
森巣 博（もりす ひろし、1948年 - ）は、日本の作家、ギャンブラー。本名、鈴木博。
自らの約25年間に及ぶカジノでのギャンブル体験とそこでの人間観察をもとに書かれた小説やエッセイを書く事で知られる。

## 来歴
石川県金沢市生まれ。1966年都立豊多摩高校卒業後、漫画雑誌編集者や記者を経て、ヒッピーに憧れを抱き1971年競輪でつくった資金をもとに渡米、1973年帰国。イギリス人の妻と結婚して1975年英国移住。主夫として子育てをしつつカジノで生活費を稼ぐ。博士号取得後にオーストラリアの大学に赴任した妻とともに移住。現在はオーストラリアを本拠地に執筆活動を行っている。
ギャンブルの中では牌九（パイガオ）と呼ばれる種目を中心に据えている。他にバカラでも上級者である。1994年度全豪牌九選手権者。
妻はオーストラリア国立大学名誉教授のテッサ・モリス＝スズキ。ただし、森巣自身が公式の場で認めたことはない。

## 作風
- 小説の題材は、ギャンブル、中でもバカラと牌九を扱ったものが多い。これらの小説では、著者自身がモデルと思われる、ヒロシ、という登場人物が主人公であり、ギャンブルを繰り広げる。ギャンブルシーンは、他に類例のない、濃密な時間や心理戦が描写される。ヒロシは、かなり強いギャンブラーとして描かれているが、常勝というわけではなく、大敗するシーンも多い。ヒロシはかなりのプレイボーイで、ヒロシのセックスシーンも多い。
- 最近の他のテーブルゲームを扱ったエンタテインメントでは、しばしば胴元側やプレイヤー側のイカサマが描かれるが、森巣の小説では、イカサマが話の軸になることはなく、常に知力のぶつかり合いが描かれている。

## 著書

### 単著
- 『博奕の人間学』（飛鳥新社、1997年・小学館文庫（『ろくでなしのバラッド―人間は賭けをする動物である』と改題）、2000年）
- 『無境界の人』（小学館、1998年・集英社文庫版、2002年）
- 『無境界家族（ファミリー）』（集英社、2000年・集英社文庫版、2002年）
- 『神はダイスを遊ばない』（飛鳥新社、2000年・新潮文庫版、2003年）
- 『ジゴクラク』（光文社、2002年・光文社文庫版、2005年）
- 『越境者たち ―カシノ そこで、人は夢見る。そこで、人は祈る。』（上下巻）（扶桑社、2002年・集英社文庫版、2005年）
- 『セクスペリエンス』（集英社、2002年・集英社文庫版、2006年）
- 『非国民』（幻冬舎、2003年・幻冬舎文庫、2005年）
- 『悪刑事』（徳間書店、2004年）
- 『蜂起』（株式会社金曜日、2005年）
- 『極楽カシノ-怪人モリスばくち旅』（光文社、2005年）
- 『犯人に願いを-悪刑事』（徳間書店、2006年）
- 『二度と戻らぬ』（幻冬舎、2007年）
- 『越境者的ニッポン』（講談社新書、2009年）
- 『賭けるゆえに我あり』（徳間書店、2009年）
- 『日本を滅ぼす〈世間の良識〉』（講談社新書、2011年）

### 共著
- 『ナショナリズムの克服』（集英社、2002年--姜尚中との共著）
- 『ご臨終メディア』（集英社、2005年--森達也との共著）
- 『戦争の克服』（集英社、2006年--阿部浩己、鵜飼哲との共著）
- 『THE POKER 全日本ポーカー選手権公式ガイドブック 』（扶桑社 2007年　日本ポーカー研究会との共著）